# Amblyeleotris callopareia
Amblyeleotris callopareia е вид лъчеперка от семейство Попчеви (Gobiidae).

## Разпространение и местообитание
Видът е разпространен в Австралия (Куинсланд).
Среща се на дълбочина от 50 до 100 m.

## Описание
На дължина достигат до 7,8 cm.